# Yanis Hamache
Yanis Hamache (Marsiglia, 13 luglio 1999) è un calciatore algerino, difensore dell'MC Oran.

## Caratteristiche tecniche
È un terzino sinistro.

## Carriera

### Club
Cresciuto nel settore giovanile del Nizza, ha giocato per tre stagione con la squadra riserve prima di essere ceduto in prestito al Red Star, nel 2019. Il 31 luglio 2020 è stato acquistato a titolo definitivo dal Boavista.

### Nazionale
Nel 2022 ha esordito in nazionale.

## Statistiche

### Presenze e reti nei club
Statistiche aggiornate al 1º gennaio 2024.
| Stagione        | Squadra         | Campionato      | Campionato | Campionato | Coppe nazionali | Coppe nazionali | Coppe nazionali | Coppe continentali | Coppe continentali | Coppe continentali | Altre coppe | Altre coppe | Altre coppe | Totale | Totale | Totale |
| Stagione        | Squadra         | Comp            | Pres       | Reti       | Comp            | Pres            | Reti            | Comp               | Pres               | Reti               | Comp        | Pres        | Reti        | Pres   | Reti   |        |
| --------------- | --------------- | --------------- | ---------- | ---------- | --------------- | --------------- | --------------- | ------------------ | ------------------ | ------------------ | ----------- | ----------- | ----------- | ------ | ------ | ------ |
| 2016-2017       | Nizza 2         | CFA             | 2          | 0          | -               | -               | -               | -                  | -                  | -                  | -           | -           | -           | 2      | 0      |        |
| 2017-2018       | Nizza 2         | N2              | 12         | 1          | -               | -               | -               | -                  | -                  | -                  | -           | -           | -           | 12     | 1      |        |
| 2018-2019       | Nizza 2         | N2              | 20         | 7          | -               | -               | -               | -                  | -                  | -                  | -           | -           | -           | 20     | 7      |        |
| Totale Nizza 2  | Totale Nizza 2  | Totale Nizza 2  | 34         | 8          |                 | -               | -               |                    | -                  | -                  |             | -           | -           | 34     | 8      |        |
| 2019-2020       | Red Star        | N               | 21         | 1          | CF+CdL          | 3+1             | 1+0             | -                  | -                  | -                  | -           | -           | -           | 25     | 2      |        |
| 2020-2021       | Boavista        | PL              | 24         | 2          | CP+CdL          | 2+0             | 0               | -                  | -                  | -                  | -           | -           | -           | 26     | 2      |        |
| 2021-2022       | Boavista        | PL              | 26         | 4          | CP+CdL          | 1+4             | 0               | -                  | -                  | -                  | -           | -           | -           | 31     | 4      |        |
| ago. 2022       | Boavista        | PL              | 2          | 0          | CP+CdL          | -               | -               | -                  | -                  | -                  | -           | -           | -           | 2      | 0      |        |
| Totale Boavista | Totale Boavista | Totale Boavista | 52         | 6          |                 | 7               | 0               |                    | -                  | -                  |             | -           | -           | 59     | 6      |        |
| set. 2022-2023  | Dnipro-1        | PL              | 11         | 2          | -               | -               | -               | UECL               | 8                  | 1                  | -           | -           | -           | 19     | 3      |        |
| 2023-gen. 2024  | Dnipro-1        | PL              | -          | -          | KU              | -               | -               | UCL+UEL            | -                  | -                  | -           | -           | -           | -      | -      |        |
| gen.-giu. 2024  | Arouca          | PL              | 0          | 0          | CP+CdL          | 0               | 0               | -                  | -                  | -                  | -           | -           | -           | 0      | 0      |        |
| Totale carriera | Totale carriera | Totale carriera | 118        | 17         |                 | 11              | 1               |                    | 8                  | 1                  |             | -           | -           | 137    | 19     |        |

### Cronologia presenze e reti in nazionale
| Cronologia completa delle presenze e delle reti in nazionale ― Algeria | Cronologia completa delle presenze e delle reti in nazionale ― Algeria | Cronologia completa delle presenze e delle reti in nazionale ― Algeria | Cronologia completa delle presenze e delle reti in nazionale ― Algeria | Cronologia completa delle presenze e delle reti in nazionale ― Algeria | Cronologia completa delle presenze e delle reti in nazionale ― Algeria | Cronologia completa delle presenze e delle reti in nazionale ― Algeria | Cronologia completa delle presenze e delle reti in nazionale ― Algeria |
| Data                                                                   | Città                                                                  | In casa                                                                | Risultato                                                              | Ospiti                                                                 | Competizione                                                           | Reti                                                                   | Note                                                                   |
| ---------------------------------------------------------------------- | ---------------------------------------------------------------------- | ---------------------------------------------------------------------- | ---------------------------------------------------------------------- | ---------------------------------------------------------------------- | ---------------------------------------------------------------------- | ---------------------------------------------------------------------- | ---------------------------------------------------------------------- |
| 12-6-2022                                                              | Doha                                                                   | Iran                                                                   | 1 – 2                                                                  | Algeria                                                                | Amichevole                                                             | -                                                                      | 61’                                                                    |
| Totale                                                                 |                                                                        | Presenze                                                               | 1                                                                      |                                                                        | Reti                                                                   | 0                                                                      |                                                                        |